# Геморрагическая лихорадка с почечным синдромом
Геморрагическая лихорадка с почечным синдромом (ГЛПС) — острая вирусная природно-очаговая болезнь, протекающая с высокой лихорадкой, выраженной общей интоксикацией, геморрагическим синдромом и поражением почек в виде нефрозонефрита. Болезнь имеет множество названий: геморрагический нефрозонефрит, эпидемический нефрозонефрит, корейская, дальневосточная, маньчжурская, уральская, закарпатская, ярославская и тульская геморрагические лихорадки, скандинавская эпидемическая нефропатия, болезнь Чурилова, мышиная лихорадка.
Впервые заболевание, протекающее с поражением почек и геморрагическим синдромом, заметили военные врачи (А. В. Чурилов, Г. М. Цыганков и другие) в 1935—1939 годах. Как нозологическую единицу болезнь впервые описал в 1941 году А. В. Чурилов; патоморфологию заболевания исследовал А. Г. Кестнер. О вирусной природе заболевания было известно почти сразу, однако лишь в 1976 году южнокорейскому учёному Ли Хо Вану удалось выделить вирус Хантаан из лёгких полевой мыши Apodemus agrarius coreae.

## Этиология
Возбудители ГЛПС относятся к роду Ортохантавирус семейства Bunyaviridae, это: вирус Хантаан, вирус Сеул (вирусы корейской геморрагической лихорадки), вирус Добрава-Белград, Saaremaa virus, вирус Пуумала (эпидемической нефропатии) и два вируса не патогенных для человека: Prospect Hill orthohantavirus, Tchoupitoulast.

## Вирион
По данным электронно-микроскопических исследований вирионы хантавирусов имеют сферическую форму, размер его в диаметре составляет 85—120 нм. Вирус способен размножаться в куриных эмбрионах 6—7-дневного возраста, пассируется на полевых мышах, степных пеструшках, джунгарских и золотистых хомяках, крысах.
Вирус ГЛПС относительно устойчив во внешней среде при температуре от 4 °С до 20 °С. В сыворотке крови, взятой у больных людей, сохраняется свыше 4 суток при 4 °С. Инактивируется при температуре 50 °С в течение 30 минут, при 0—4 °С стабилен 12 часов. Вирус быстро теряет инфекционность при +37 °С и рН 5,0, относительно стабилен при температуре от +4 °С до +20 °С при рН 7,0—9,0. Чувствителен к эфиру, хлороформу, ацетону, бензолу, дезоксихолату натрия, ультрафиолетовым лучам.

## Эпидемиология
Геморрагическая лихорадка с почечным синдромом является природно-очаговой зоонозной инфекцией. В России занимает ведущее место по уровню заболеваемости и географическому распространению среди всех природно-очаговых инфекций. Заболевание было зарегистрировано на 62 административных территориях России.
Отмечаются спорадические заболевания, а также эпидемические вспышки. Чаще заболевают мужчины, так как заболевание наступает во время сельскохозяйственных и лесоустроительных работ, охоты, рыбалки, туризма. Болеют мужчины трудоспособного возраста (20—40 лет). Для заболевания характерна летне-осенняя сезонность.
Резервуаром и источником возбудителя являются различные животные (около 60 видов млекопитающих), но основными хозяевами вируса являются следующие животные: полёвка, полевая мышь, серая и черная крысы, разные виды серых полёвок. Инфицированный человек эпидемиологической опасности не представляет.
Вирус Hantaan в основном циркулирует в природных очагах Дальнего Востока России, Южной Кореи, КНДР, Китая, Японии. Основной носитель — полевая мышь.
Вирус Puumala обнаружен в Финляндии, Швеции, России, Франции, Бельгии. Основной резервуар — рыжая полёвка.
Возбудитель вместе с бактериальным аэрозолем, который содержит продукты жизнедеятельности зверей, через верхние дыхательные пути попадает в легкие человека с последующей диссеминацией через кровь в другие органы.

## Патогенез
После проникновения вируса в организм человека, через кожу или слизистые оболочки, происходит его миграция и локализация в эндотелии сосудов и эпителиальных клетках ряда органов. В эндотелии сосудов происходит его накоплении и репликация. Затем наступает фаза вирусемии, совпадающая с началом заболевания и появлением синдрома интоксикации.
На сосуды вирус оказывает токсическое действие в форме деструктивного артериита с повышенной проницаемостью сосудистой стенки, нарушением микроциркуляции, развитием ДВС-синдрома, полиорганной недостаточностью. Также происходит поражение вегетативных центров, отвечающих за регуляцию микроциркуляции.
Наиболее выраженные изменения наблюдаются в почках. Их размеры резко увеличены, капсула напряжена. В корковом слое выявляются небольшие участки некрозов и кровоизлияний, а в мозговом веществе — выраженная серозно-геморрагическая апоплексия, часто отмечаются ишемические инфаркты. Массивная десквамация эпителия и отложение фибрина в канальцах приводят к развитию обструктивного сегментарного гидронефроза.
Патоморфологические изменения обнаруживаются и в других органах: печень, поджелудочная железа, ЦНС, эндокринные железы, ЖКТ в виде полнокровия, кровоизлияний, дистрофии, стазов, отёков и некрозов.

## Клиническая картина
Инкубационный период заболевания длится от 10 до 45 дней. Выделяют 4 стадии болезни:
- лихорадочная стадия;
- олигурическая стадия;
- полиурическая стадия;
- реконвалесценция.

#### Лихорадочная стадия
Заболевание начинается остро с подъёмом температуры до 39—41 °C и появления симптомов синдрома интоксикации: тошнота, рвота, вялость, заторможенность, расстройство сна, анорексия. Больные жалуются на сильную головную боль, боли в мышцах конечностей, ломоту во всём теле, болезненность при движении глазных яблок, нередко жалуются на появление «сетки» перед глазами. Часто больных беспокоят боли в проекции почек. На 2—3 день заболевания на слизистой оболочке мягкого нёба появляется геморрагическая энантема, а с 3—4 дня — петехиальная сыпь в подмышечных впадинах, на груди, на шее и лице. Сыпь в виде полос, напоминающая «удары хлыста». Также появляются крупные кровоизлияния в кожу. Впоследствии возможны носовые, маточные, желудочные кровотечения, которые могут быть причинами летального исхода. Продолжительность лихорадочного периода 5—6 дней.

#### Олигурическая стадия
Начинается с 3—4 дня болезни на фоне высокой температуры. Появляются сильные боли в пояснице, отмечается нарастание головной боли, возникает многократная повторная рвота, приводящая к обезвоживанию организма. Усиливаются проявления геморрагического синдрома. Количество выделяемой за сутки мочи уменьшается до 300—500 мл, в тяжёлых случаях возникает анурия. За счёт снижения клубочковой фильтрации и канальцевой реабсорции развиваются олигурия, гипостенурия, гиперазотемия, метаболический ацидоз. При нарастании азотемии возникает картина острой почечной недостаточности вплоть до развития уремической комы. Со стороны сердечно-сосудистой системы отмечается брадикардия, гипотензия, цианоз. С 6—7 дня снижается температура, однако состояние больного ухудшается. Нарастают признаки геморрагического синдрома, прогрессирует азотемия, возможно появление уремии, повышается АД, возможно появление отёка лёгких, в тяжёлых случаях наступает кома.

#### Полиурическая стадия
Наступает с 9—13 дня болезни. Состояние больных улучшается: прекращается рвота, увеличивается диурез. Больные испытывают слабость, жажду, одышку при небольших физических нагрузках. Боли в пояснице уменьшаются. Характерна длительная гипоизостенурия.

#### Период реконвалесценции
Полиурия уменьшается, наступает восстановление функций организма. Выздоровление наступает медленно, длится до 3—6 мес.

## Диагностика
Диагноз ставится на основании клинической картины, данных эпидемиологического анамнеза, характерных изменений функций почек и данных лабораторных исследований:
- реакция иммунофлюресценции;
- реакция гемолиза куриных эритроцитов;
- радиомунный анализ;
- имуносвязанная пассивная гемаглютинация;
- ИФА с рекомбинантными антигенами[5].

## Дифференциальная диагностика
Дифференциальная диагностика проводится со следующими заболеваниями:
- геморрагические лихорадки другой этиологии;
- лептоспироз;
- сыпной тиф;
- гломерулонефрит;
- геморрагический васкулит;
- грипп;
- сепсис;
- уремический синдром[3].

## Лечение
Стандартных схем терапии ГЛПС не существует. Лечение комплексное, симптоматическое, направленное на коррекцию основных патогенетических синдромов — интоксикации, геморрагического синдрома, острой почечной недостаточности, ДВС-синдрома, а также сопутствующих осложнений.
В настоящее время успешно разрабатывается этиотропная терапия с использованием противовирусных препаратов — рибавирина, рибамидила.

## Профилактика
Профилактика направлена на уничтожение мышевидных грызунов как источника инфекции, а также прерывания путей ее передачи от грызунов к человеку.

## Иммунитет и вакцинация
Переболевшие ГЛПС приобретают стойкий и продолжительный иммунитет к заболеванию. Случаев повторного заражения не зафиксировано.
Вопрос с вакцинопрофилактикой ГЛПС остается открытым, в настоящее время существуют вакцины против штаммов вируса, циркулирующих лишь в азиатских странах (Китай, Корея), совместно с корейскими учёными разработана бивалентная вакцина, объединяющая европейский и азиатский штаммы хантавирусов. На сегодняшний день эта вакцина не прошла всех необходимых этапов испытаний и не доступна как коммерческий препарат.

## Прогноз
Летальность при ГЛПС на Дальнем Востоке достигает 6—8 %, в европейской части России — 1,0—3,5 %, однако иногда достигает и 10 %.